# Carl Friedrich von Leypold
Carl Friedrich Leypold, ab 1853 von Leypold, (* 24. April 1809 in Ellwangen (Jagst); † 10. April 1882 in Rottweil) war ein württembergischer Oberamtmann.

## Leben und Beruf
Carl Friedrich Leypold war der Sohn eines Kameralverwalters. Nach dem Besuch des Gymnasiums in Stuttgart studierte er von 1827 bis 1830 Kameral- und Rechtswissenschaften in Tübingen. 1831 legte er die Dienstprüfung beim Departement des Innern (Innenministerium) ab. Seine berufliche Laufbahn begann Leypold von 1832 bis 1836 als Aktuar beim Oberamt Welzheim. Von 1836 bis 1837 war er Oberamtsverweser und von 1837 bis 1841 Oberamtmann in Wangen, von 1841 bis 1848 dann Oberamtmann beim Oberamt Neuenbürg und von 1848 bis 1877 beim Oberamt Rottweil. 1874 erhielt er den Titel Regierungsrat, 1877 wurde er in den Ruhestand versetzt. 

## Ehrung, Nobilitierung
1853 erhielt Carl Friedrich von Leypold das Ritterkreuz des Ordens der württembergischen Krone, das mit dem persönlichen Adelstitel (Nobilitierung) verbunden war.